# 캉글리
캉글리(Kangly, 또는 Kang, Kangar, Kengeres, Kangdy, Kangarlyk)는 기원전 2세기에서 12세기까지 알려진 투르크 민족인이다. 중국의 강주(강거)와 오르콘 비문의 켕게레스는 이슬람어로 서방에는 바자나크스 또는 페체네그(파치나크) 등으로 알려져 있으며 스스로는 캉가르(강거)로 표시하고 있다.
콘스탄틴 포피로게니투스는 캉가르는 귀함과 용감함을 뜻한다고 기록하였다. 캉가르의 어원은 두가지 근원이 있는데 투르크어 아버지라는 뜻의 칸그 (찬그), 와 아르 "백성, 사람"이 그것이다.
다른 어원은 고대 투르크어 캉글리가 왜곤 마차를 의미하였다. 그리고 캉글리 족과 조화를 이룬다. 산스크리트어로 전차를 콰뉠리이다.

## 같이 보기
- 칸가르 연맹
- 강거